# Cronologia della basilica di Santa Maria Maggiore di Bergamo

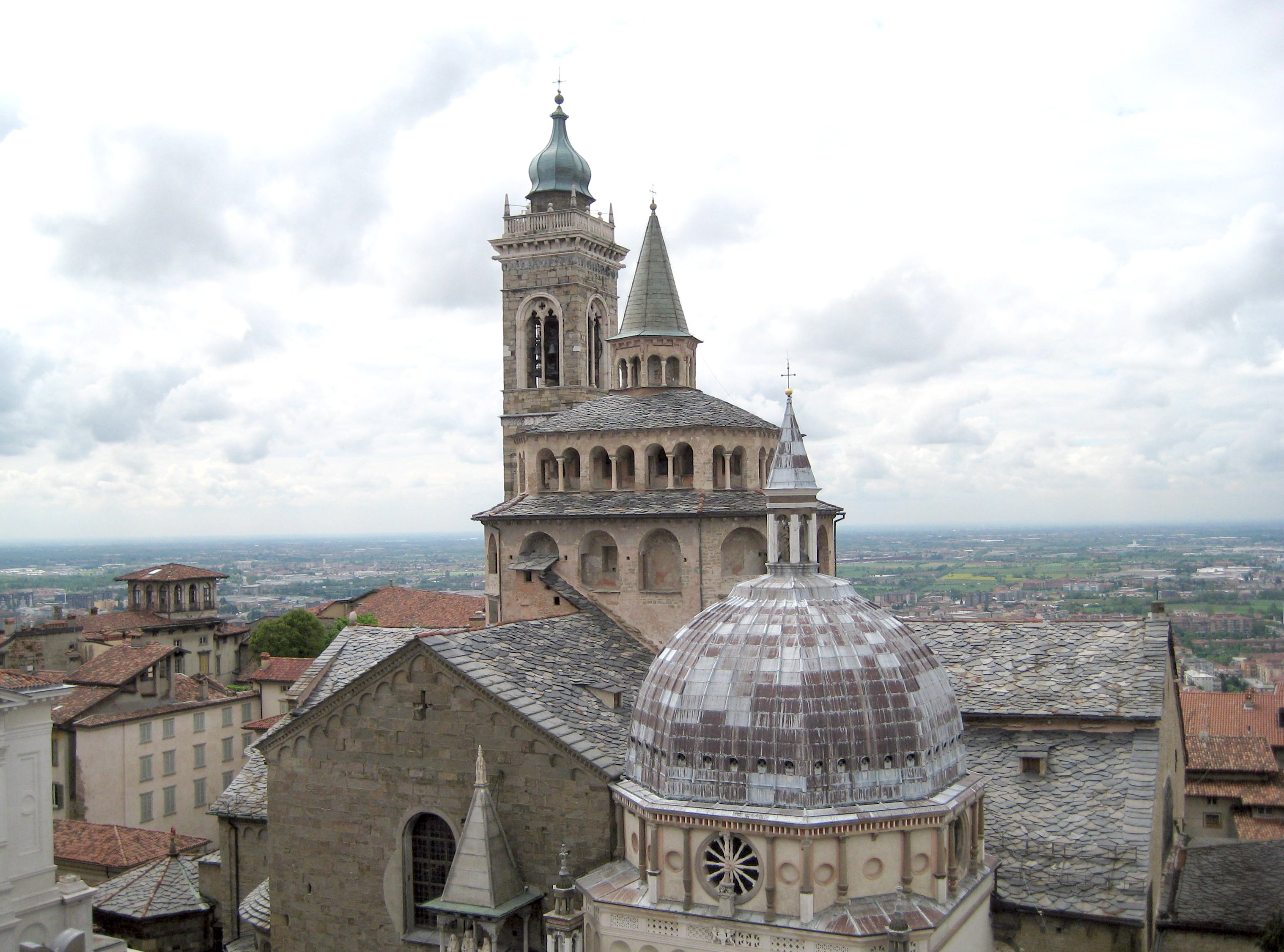
Basilica di Santa Maria Maggiore

La Basilica di Santa Maria Maggiore di Bergamo fu edificata forse per adempiere a un voto nel XII secolo, ma ha subito nel corso del tempo molte modifiche arricchendosi di opere d'arte con un influsso artistico proveniente da diverse aree geografiche valorizzandosi diventando il luogo tra i più ricchi d'arte della città orobica, nonché molto amato dai cittadini.

## XII secolo la costruzione
- 1137 – Documentata la costruzione di un nuovo edificio di culto su una piccola edicola preesistente dedicata alla Madonna, con la posa della prima pietra il 15 agosto dal vescovo Gregorio;[2]
- 1187 – L'edificio risulta essere ancora in fase di costruzione;
- 1194 – Viene costruito il portale sul lato sud della chiesa;

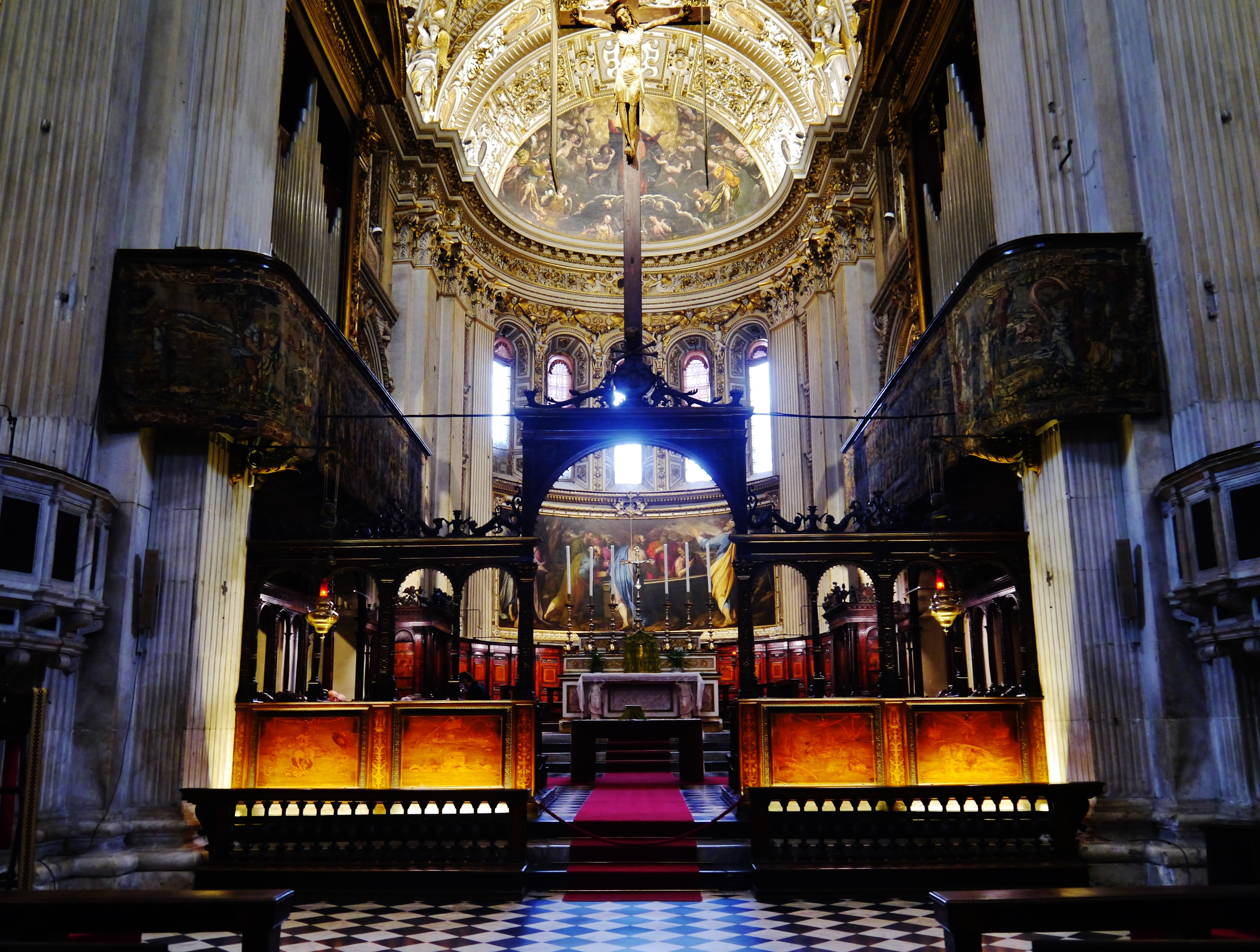
Basilica di Santa Maria Maggiore

## XIII secolo
- 1248 – Presenza di uno spazio pubblico di fronte all'ingresso posto a settentrione
- 1273/279 – Portico dei soldati posto a fianco dell'ingresso settentrionale

## XIV secolo
- 1336 – Realizzazione dell'affresco Madonna col Bambino e santi dell'abside a sud-ovest;
- 1340 – Costruzione e posa del battistero nella parte terminale della navata centrale a opera di Giovanni da Campione;[3]
- 1347 – Realizzazione dell'affresco Albero della Vita sulla parete sud del transetto destro da colui che verrà chiamato Maestro dell'ALbero della Vita;[4]
- 1350 – Posa del grande crocifisso ligneo sul soffitto tra la zona del transetto e quella presbiteriale;[5]
- 1351 – Costruzione del protiro detto dei leoni rossi a opera di Giovanni da Campione;[6]
- 1360 – Costruzione del protiro detto dei leoni bianchi e conserva la firma del suo costruttore Giovanni da Campione;[7]
- 1367 – Costruzione del portale minore edificato dal Nicolino da Campione con il padre Giovanni, dedicato alla nascita di Maria;
- 1375/1390 – Affreschi posti nell'abside a sud raffiguranti due la Madonna col Bambino e santi, un Adorazione dei magi, transetto a nord Santa Elisabetta, e Ultima cena, Storie di Maria opera di Pecino da Nova e vari affreschi votivi;[8]
- 1389 – Realizzazione della croce astile dell'orafo Andriolo de' Bianchi, le uniche parti recuperate dal furto del Novecento sono conservate nel museo della basilica;[9]

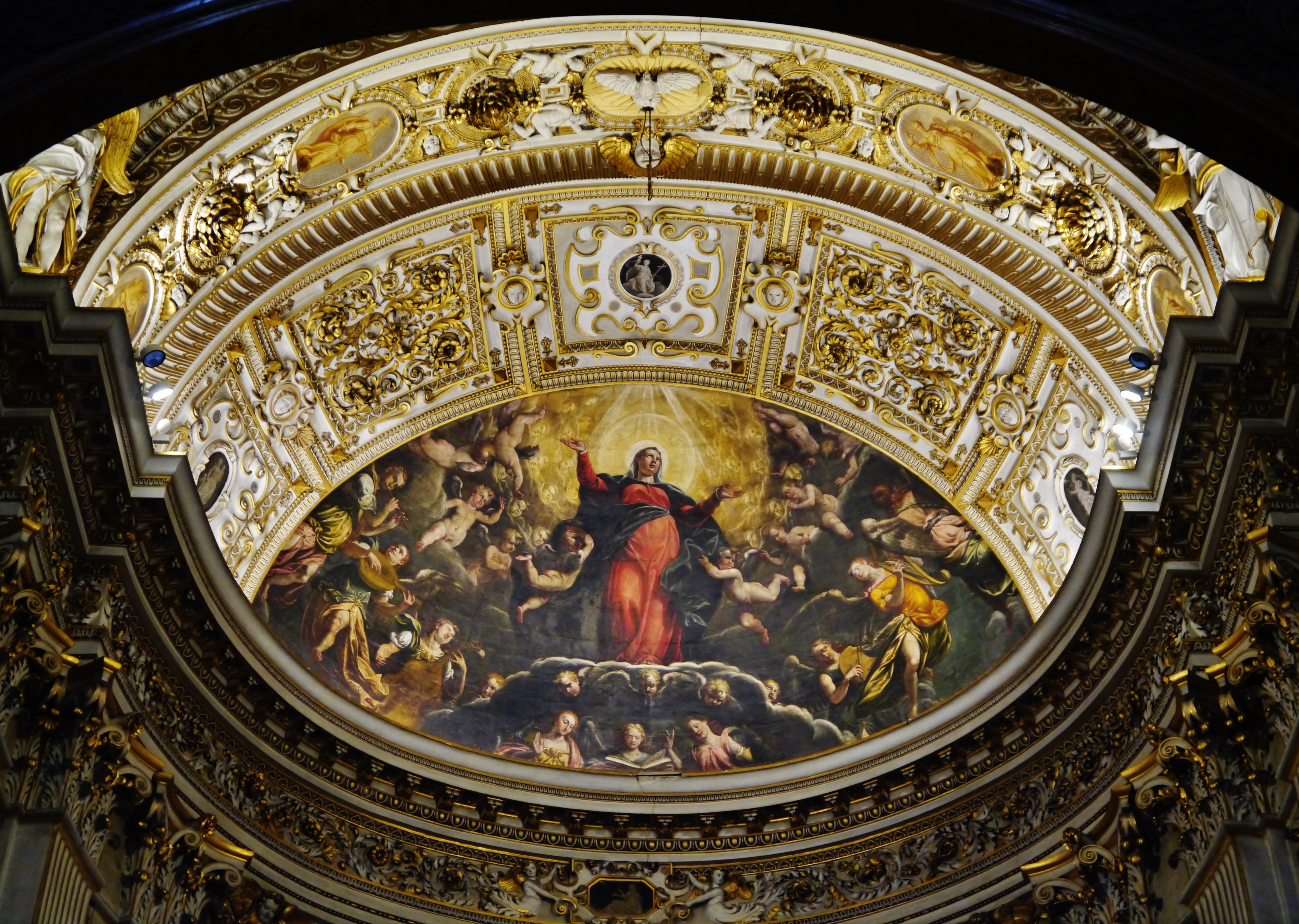
Gian Paolo Cavagna-Madonna assunta con angeli

## XV secolo
- 1425 – Innalzamento della torre campanaria su progetto di Bertolasio Moroni a opera di Giovanni da Campione, la torre verrà ultimata nel 1591 con l'inserimento dei fregi in marmo opera di Ardighino de Bustis;[10]
- 1449 – Il 23 giugno il Senato e il Maggior Consiglio cittadino affidarono la gestione della chiesa e dei suoi arredi al consorzio della Misericordia Maggiore;
- 1453 – Il 13 marzo fu esentato il vescovo di Bergamo al giuspatronato della chiesa con bolla pontificia di papa Niccolò V;
- 1475 – Bartolomeo Colleoni fece demolire la sagrestia vecchia a settentrione e l'antico portico dei soldati per edificare la Cappella Colleoni;[11]
- 1480 – Inizia l'attività della cappella musicale inizialmente guida ti dall'indicato "prete Giovanni";
- 1485 – Costruzione di una nuova sagrestia detta Cimergia nella parte est a opera di Giovanni Carrara prima e successivamente da Serina e Simone Sirtori;[12]

## XVI secolo
- 1514 – Realizzazione e posa della pala sull'altare di San Marco Ognissanti di Antonio Boselli;[13]
- 1521 – Costruzione del portale minore sul lato sud della chiesa su progetto di Pietro Isabello, che conduce in via Arena che si trova accanto all'antica fontana di Antescolis la parte conserva la lunetta dipinta nel 1514 di Andrea Previtali;[14]
- 1522 – Inizio della costruzione del coro con la consegna dei cartoni per le tarsie e i coperti di Lorenzo Lotto, lavori eseguiti da Giovan Francesco Capoferri e terminati nel 1555;[15]
- 1576 – I sindaci della congregazione della Misericordi Maggiore convocano Martino Bassi e Pellegrino Tibaldi, architetti di Milano, per la ricostruzione interna della chiesa;[16]
- 1580 – Esecuzione dei nove arazzi fiorentini eseguiti sui disegni di Alessandro Allori ;[17]
- 1584/1587 – In questo triennio Gian Paolo Lolmo realizza i dipinti: Madonna col Bambino tra i santi Rocco e Sebastiano quale ringraziamento ai santi patroni degli appestati, Il serpente di bronzo, La raccolta della manna;[18]
- 1589 – Viene realizzato il dipinto San Giovanni Evangelista da Gian Paolo Cavagna posto sull'altare a sinistra del presbiterio;[19]
- 1591 – Costruzione del primo pulpito realizzato su progetto di Lorenzo della Porta da Giuseppe Prepositi;
- 1592 – Il pittore Francesco Bassano dipinge olio su tela, i quattro medaglioni ovali con le storie della Vergine poste sulla volta presbiteriale;
- 1593 – L'artista Gian Paolo Cavagna realizza il dipinto su pietra Madonna Assunta con angeli posto nel catino absidale;[20]
- 1594 – Gian Paolo Cavagna realizza le due tele raffiguranti Ester e Giuditta per gli organi conservati sul presbiterio;

## XVII secolo
- 1602 – Costruzione del secondo pulpito sulla linea del precedente realizzato da Antonio Salvetti e Alvise Zanardi;[21]
- 1614 – Nuovo progetto di Lorenzo Binago e del Francesco Maria Richino della cupola;[22]
- 1615 – La congregazione della Misericordia Maggiore indice il concorso per la decorazione della nuova cupola e invita Francesco Zucco, Enea Salmeggia e Gian Paolo Cavagna a realizzare angeli preparatori;
- 1615 – La cupola viene affrescata da Cavagna con il dipinto Incoronazione della Vergine;[23]
- 1627 – Acquisto degli arazzi fiamminghi del Trionfo di Vespariano collocati sulle cantorie degli organi posti laterali al presbiterio;
- 1651/1657 – Viene dipinto da fra Massimo da Verona il dipinto Strage degli innocenti di grandi dimensioni eseguito a completamente a Venezia dell'opera è andata perduta la firma: «MAX A. VERO CAPUCC. F»;[24]
- 1651/1694 – L'interno della chiesa fu completamente decorata con gli stucchi dalla ditta dei fratelli luganesi Sala;
- 1656 – Dipinto dell'Acqua miracolosa opera di Pietro Magno, e  il dipinto posto sulla volta meridionale del transetto Le tavole della legge eseguito da Johann Cristophorus Storer;
- 1657 – Realizzazione dei dipinti posti sulla volta meridionale del transetto Giacobbe e Rachele, Il Creatore, il sacrificio di Isacco, Rebecca, La scala di Giacobbe eseguiti da Ottavio Cocchi;
- 1658 – Dipinto sulla volta meridionale del transetto di Giovanni Dart Isacco e Abinelec;
- 1659 – Dipinto di Davide e Golia eseguito da Luigi Scaramuzzi, di Giuseppe Nuvolone è il dipinto Morte di Abele e di Gian Paolo Recchi il dipinto Amado ed Eva e Mosè che si toglie i sandali, tutti dipinti posti sulla volta meridionale del transetto;
- 1661 – Pietro Liberi realizza il grande dipinto Diluvio universale;[25]
- 1665/1667 – Vengono realizzati da Ciro Ferri i dipinti sulla volta settentrionale  del transetto: Dio maledice il serpente, la raccolta della manna, Ester e Assuero, Il Creatore; Mosè salvato dalle acque del Giordano; Ruth Abigail colma il re Davide, Re David con l'arpa, Michele e il drago, Giacbbne lotta con l'angelo, Elisa e Achab sul monte Carmelo;
- 1670 – Antonio Zanchi realizza il dipinto Mosè fa scaturire l'acqua dalla roccia posto sulla parete di fronte del transetto settentrionale;[26]
- 1678 – L'artista Federico Crivelli realizza per la parete sinistra del transetto settentrionale il dipinto Sacrificio di Noé dopo il diluvio;
- 1692/1694 – L'artista Nicola Malinconico realizza i dipinti conservati nella volta della navata centrale: Caduta di Gerico, Abramo e i tre angeli, Giosuè ferma il sole, Angeli, Davide con la testa di Golia, La profettessa Deborath, Guida Maccabeo prende d'assalto Datema, Sansone e il leone, Il banchetto di Bathasar, Balaam e la vecchiaia,  Il rapimento di Elia, il sacrificio di Manoe padre di Sansone.  L'artista napoletano dipinse anche la tela Immacolata concezione e Giuseppe con angelo conservato sotto la cantoria;
- 1696/1698 – Vengono commissionati il trio di Trilogia fiamminga opera di Johannes Reghelbrugghe su disegno di Lodewijk van Schoor che comprende l'arazzo della Crocifissione posto sulla parete di fondo;

## XVIII secolo
- 1770/1773 – Vengono realizzate e posizionate le due bussole lignee agli ingressi principali;

## XIX secolo
- 1802/1833 – viene realizzato il nuovo altare maggiore progettato da Leopoldo Pollack e realizzato nei bassorilievi dallo svizzero Grazioso Rusca e da Angelo Maria Pizzi;[27]
- 1839 – Viene posizionato il cenotafio del cardinale Guglielmo Longhi realizzato nel Trecento da Ugo da Campione per la chiesa di San Francesco poi chiusa;[28]
- 1852 – Viene realizzato il monumento funebre a Johann Simon Mayr opera di Innocenzo Fraccadroli;
- 1855 – Viene realizzato il monumento funebre a Gaetano Donizetti opera di Vincenzo Vela;[29]
- 1899 – Viene acquistato e posizionato il confessionale che l'artista rovettese Andrea Fantoni aveva realizzato per la chiesa di Sant'Alessandro;

## XX secolo
- 1915 – Viene acquistato l'organo di Carlo Vegezzi Bossi, ampliato nel 1942;